# Indanidin
Indanidin je alfa-adrenergički agonist.